# Justo de Sancha
Justo (de) Sancha, a veces Sancho (¿Madrid? c. 1795 - Madrid, 30 de agosto de 1857), fue un bibliófilo, editor y notario de Madrid.

## Biografía
Casi nada se sabe sobre este personaje. Fue amigo de un tal Marcelo de Mena, oficial de la Secretaría de la Comisión Gubernativa del Ministerio de Hacienda. En 1811 aparece estudiando en el Real Colegio de San Antonio Abad de Madrid junto a los hermanos Abel, Eugenio y Víctor Hugo, nada menos. Su nombre se encuentra después en la segunda compañía del segundo batallón de la Milicia nacional de Madrid en 1820. En 1823 su liberalismo ya se había atemperado y dio un donativo al ejército realista del general Vicente Genaro de Quesada. Su actividad como escribano de número de Madrid, en la calle de las Platerías, está documentada al menos desde 1824, año en que se instala en una casa de cuatro pisos de dicha calle que pide permiso para reformar, hasta 1847. Fue secretario de la Junta de beneficencia de la parroquia del Salvador y San Nicolás y poseyó una selecta colección de manuscritos (entre ellos, autógrafos de Juan de Mariana) y libros raros, por cuyo motivo mantuvo correspondencia y amistad con bibliógrafos y bibliófilos como Bartolomé José Gallardo, Cayetano Alberto de la Barrera y Adolfo de Castro. Tal vez por esto le encomendaron la edición, para la Biblioteca de Autores Españoles de Manuel Rivadeneyra, del tomo XXXV.º: Romancero y cancionero sagrados. Colección de poesías cristianas, morales y divinas, sacadas de las obras de los mejores ingenios españoles. Justo de Sancha (ed.). Madrid: Rivadeneyra, 1855. El editor falleció dos años después, y sus libros se dispersaron, como cuenta Pascual de Gayangos en carta a Adolfo de Castro (Madrid, 11 de septiembre de 1857):
«Don Justo Sancho, el escribano, aquel amigo de V., se murió, y yo ando, como V. puede imaginarlo, entre sus herederos y testamentarios, viendo el modo de que me dejen escoger de sus libros los mejores y más baratos».
Poseía algunas tierras en Vicálvaro y otros lugares de la provincia de Madrid. Su Romancero y cancionero sagrados fue reseñado con elogio por Francisco Navarro Villoslada en El Pensamiento de la Nación (29 de diciembre de 1866). Pero su nombre no aparece en los catálogos ni en los periódicos por otra obra que esta, que parece ser la única que imprimió. Estaba casado con Aniceta de Villar Sancha, que falleció el 9 de noviembre de 1861; de ella tuvo al menos dos hijas.